# Rubus selleanus
Rubus selleanus är en rosväxtart som beskrevs av Helwig. Rubus selleanus ingår i släktet rubusar, och familjen rosväxter. Inga underarter finns listade i Catalogue of Life.